# Festival da Canção 1984
Das 21. Festival da Canção fand am 7. März 1984 im Auditório Europa in Lissabon statt. Der austragende Fernsehsender war Rádio e Televisão de Portugal. Gleichzeitig diente es als portugiesischer Vorentscheid für den Eurovision Song Contest 1984 in Luxemburg. Die Vorrunde fand mit 16 Teilnehmern, das Finale mit 6 Teilnehmern statt.
Im Finale am 7. März wurde per Juryvoting abgestimmt. Sieger des Wettbewerbs und damit Portugals Beitrag zum Eurovision Song Contest in Luxemburg war die Sängerin Maria Guinot mit dem Song Silêncio e tanta gente, die im Finale den 11. von 19. Plätzen belegte.

## Teilnehmer
Vorrunde
| Platz | Interpret                  | Lied                                   | Musik und Text                                              | Startnr. | Punkte |
| ----- | -------------------------- | -------------------------------------- | ----------------------------------------------------------- | -------- | ------ |
| 1.    | Maria Guinot               | Silêncio e tanta gente                 | T/M: Maria Guinot                                           | 6.       | 17     |
| 2.    | Samuel                     | Pelo fim da tarde                      | T: Mário Tavares; M: Fernando Calvário                      | 9.       | 14     |
| 3.    | Banda Tribo                | A Padeirinha de Aljubarrota            | T: Catarina Martins; M: José Félix                          | 8.       | 12     |
| 4.    | Adelaide Ferreira          | Quero-te, choro-te, odeio-te, adoro-te | T: Tozé Brito; M: Rui Guedes                                | 5.       | 11     |
| 4.    | Paco Bandeira              | Que coisa é esta vida                  | T: Nuno Gomes dos Santos; M: Pedro Osório                   | 13.      | 11     |
| 6.    | António Sala               | Uma canção amiga                       | T: Carlos Castro; M: António Sala                           | 2.       | 10     |
| 7.    | Quinteto Paulo de Carvalho | (Já) pode ser tarde                    | T/M: Paulo de Carvalho                                      | 4.       | 9      |
| 8.    | Zélia Rodrigues            | Tricot de cheiros                      | T: Joaquim Pessoa; M: Fernando Tordo                        | 1.       | 8      |
| 8.    | Samuel                     | Maneira de ser                         | T: José Sottomayor, Mário Tavares; M: Pedro Calvário        | 16.      | 8      |
| 10.   | Fernando Tordo             | Canto de passagem                      | T: Joaquim Pessoa; M: Fernando Tordo                        | 15.      | 6      |
| 11.   | Doce                       | O barquinho da esperança               | T: Miguel Esteves Cardoso; M: Pedro Ayres Magalhães         | 3.       | 2      |
| 12.   | Rita Ribeiro               | Notícias vêm, notícias vão             | T: António Tavares Teles; M: Tozé Brito                     | 12.      | 1      |
| 13.   | Marisa                     | Num olhar                              | T: Mário Contumélias; M: Júlio dos Santos Costa             | 7.       | 0      |
| 13.   | Isabel Soares              | O nosso reencontro                     | T: Armindo Neves, Manuel José Soares; M: Manuel José Soares | 10.      | 0      |
| 13.   | Samuel & Cristina          | Este quadro                            | T: José Sottomayor; M: Pedro Calvário                       | 11.      | 0      |
| 13.   | José Campos e Sousa        | Cidade mar                             | T: António Tinoco; M: José Campos e Sousa                   | 14.      | 0      |

Finale
| Platz | Interpret         | Lied                                   | Musik und Text                            | Startnr. | Punkte |
| ----- | ----------------- | -------------------------------------- | ----------------------------------------- | -------- | ------ |
| 1.    | Maria Guinot      | Silêncio e tanta gente                 | T/M: Maria Guinot                         | 3.       | 150    |
| 2.    | Samuel            | Pelo fim da tarde                      | T: Mário Tavares; M: Fernando Calvário    | 5.       | 140    |
| 3.    | Banda Tribo       | A Padeirinha de Aljubarrota            | T: Catarina Martins; M: José Félix        | 4.       | 113    |
| 4.    | Paco Bandeira     | Que coisa é esta vida                  | T: Nuno Gomes dos Santos; M: Pedro Osório | 6.       | 110    |
| 5.    | Adelaide Ferreira | Quero-te, choro-te, odeio-te, adoro-te | T: Tozé Brito; M: Rui Guedes              | 2.       | 109    |
| 6.    | António Sala      | Uma canção amiga                       | T: Carlos Castro; M: António Sala         | 1.       | 82     |